# Epístola de Ignacio a los Magnesios

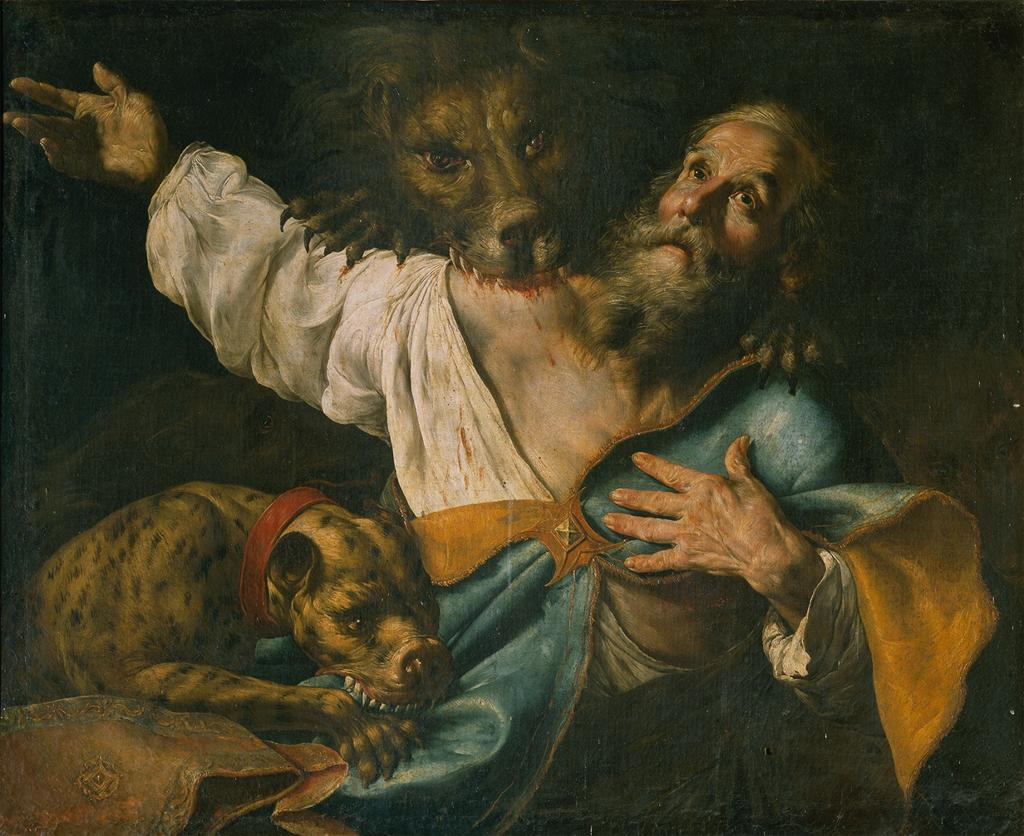
Ignacio de Antioquía.

La Epístola de Ignacio a los Magnesios (a menudo abreviada Magnesians o Ign. Mag.) es una epístola atribuida a Ignacio de Antioquía, un obispo de Antioquía del siglo II, y dirigida a la iglesia de Magnesia del Meandro. Fue escrito durante el traslado de Ignacio desde Antioquía hasta su ejecución en Roma.

## Composición
Magnesios es una de las siete epístolas atribuidas a Ignacio de Antioquía y generalmente aceptadas como auténticas. En el siglo V, esta colección se amplió con cartas espurias.
Está claro que Magnesios fue escrito poco antes del martirio de Ignacio, pero no se sabe con certeza cuándo ocurrió precisamente este martirio. La tradición sitúa el martirio de Ignacio en el reinado de Trajano, que fue emperador de Roma del 98 al 117 d. C. Aunque muchos estudiosos aceptan la datación tradicional del martirio de Ignacio bajo Trajano, otros han defendido una fecha algo posterior. Richard Pervo fechó la muerte de Ignacio entre los años 135 y 140 d. C., y el clasicista británico Timothy Barnes ha defendido una fecha en torno al año 140 d. C.

## Antecedentes
Las iglesias de Magnesia y Tralia habían enviado a sus obispos, Polibio de Trallis y Damas, en compañía de dos presbíteros de Magnesia a recibir a Ignacio que estaba detenido en el cercano puerto de Esmirna camino de su ejecución en Roma, e Ignacio escribe su carta para dar las gracias a la iglesia de Magnesia.

## Contenido
La epístola llama a la unidad y a la sumisión en la iglesia. Ignacio también advierte contra las falsas doctrinas. En particular, ataca a aquellos cristianos judíos que seguían observando la Torá:

No os engañéis con doctrinas extrañas, ni con fábulas antiguas, que no son provechosas. Porque si aún vivimos según la ley judía, reconocemos que no hemos recibido la gracia.
Ign. Mag. Capítulo 8

También defiende la idea de que los cristianos deben observar el Día del Señor todos los domingos, en lugar del Sabbat judío de los sábados:

Si, por lo tanto, los que fueron criados en el antiguo orden de cosas han llegado a la posesión de una nueva esperanza, no observando ya el sábado, sino viviendo en la observancia del Día del Señor, en el que también nuestra vida ha brotado de nuevo por Él y por su muerte... ¿cómo podremos vivir separados de Él, cuyos discípulos los mismos profetas en el Espíritu esperaban en Él como su Maestro? (énfasis añadido)
Ign. Mag. Capítulo 9